# Minnesota Timberwolves 2001-2002
La stagione 2001-02 dei Minnesota Timberwolves fu la 13ª nella NBA per la franchigia.
I Minnesota Timberwolves arrivarono terzi nella Midwest Division della Western Conferencecon un record di 50-32. Nei play-off persero al primo turno con i Dallas Mavericks (3-0).

## Roster
| N° | Naz.                       | Ruolo | Sportivo            | Anno | Alt. | Peso |
| -- | -------------------------- | ----- | ------------------- | ---- | ---- | ---- |
| 1  | Stati Uniti (bandiera)     | G     | Maurice Evans       | 1978 | 196  | 100  |
| 3  | Stati Uniti (bandiera)     | AC    | Loren Woods         | 1978 | 216  | 111  |
| 4  | Stati Uniti (bandiera)     | G     | Chauncey Billups    | 1976 | 191  | 92   |
| 5  | Stati Uniti (bandiera)     | G     | William Avery       | 1979 | 188  | 89   |
| 7  | Stati Uniti (bandiera)     | G     | Terrell Brandon     | 1970 | 180  | 82   |
| 8  | Slovenia (bandiera)        | G     | Radoslav Nesterovič | 1976 | 213  | 112  |
| 10 | Stati Uniti (bandiera)     | A     | Wally Szczerbiak    | 1977 | 201  | 111  |
| 13 | Rep. Dominicana (bandiera) | G     | Felipe López        | 1974 | 196  | 90   |
| 14 | Stati Uniti (bandiera)     | G     | Robert Pack         | 1969 | 188  | 82   |
| 20 | Stati Uniti (bandiera)     | A     | Gary Trent          | 1974 | 203  | 113  |
| 21 | Stati Uniti (bandiera)     | A     | Kevin Garnett       | 1976 | 211  | 100  |
| 22 | Stati Uniti (bandiera)     | C     | Dean Garrett        | 1966 | 208  | 102  |
| 25 | Stati Uniti (bandiera)     | C     | Marc Jackson        | 1975 | 208  | 122  |
| 32 | Stati Uniti (bandiera)     | A     | Joe Smith           | 1975 | 208  | 102  |
| 42 | Stati Uniti (bandiera)     | A     | Sam Mitchell        | 1963 | 198  | 95   |
| 44 | Stati Uniti (bandiera)     | G     | Anthony Peeler      | 1969 | 193  | 94   |

## Staff tecnico
- Allenatore: Flip Saunders
- Vice-allenatori: Greg Ballard, Jerry Sichting, Jimmy Williams, Randy Wittman, Don Zierden